# Frederik Julius Kaas
Frederik Julius Kaas, född 24 augusti 1758, död 11 januari 1827, var en dansk ämbetsman. Han var son till Frederik Christian Kaas.
Kaas var president i danska kansliet 1804-27, blev justitieminister 1813 och geheimestatsminsiter 1814. Kaas, som 1809-10 i egenskap av Fredrik VI:s förtroendeman övervakade Kristian Augusts uppträdande i Norge, stod högt i kungens gunst. Han var en duglig ämbetsman, inte utan moderna tänkesätt men som karaktär föga tilltalande bland annat i sin förföljelse av Anders Sandøe Ørsted.